# Isaac d'Antioche
Isaac d'Antioche (dit aussi Isaac le Grand, ou Isaac le Docteur [malfono]) est l'auteur traditionnellement assigné à un grand nombre d'homélies versifiées (memré) et de quelques hymnes (madrashé) en langue syriaque datant de l'Antiquité tardive (191 textes dans le recensement le plus complet, non exhaustif), illustrant un genre de la littérature religieuse chrétienne créé au IVe siècle par Éphrem de Nisibe. Le nom recouvre certainement au moins deux ou trois auteurs différents, très mal identifiés.

## Identification
Déjà au début du VIIIe siècle, à son correspondant le stylite Jean d'Atharib qui l'interroge sur l'identité de cet « Isaac », Jacques d'Édesse répond en énumérant trois écrivains religieux de ce nom ayant vécu au Ve  ou au VIe siècle, affirmant que le corpus de textes attribué à « Isaac d'Antioche » mêle des œuvres de ces trois auteurs. Certaines homélies métriques sont attribuées par la tradition tantôt à Éphrem de Nisibe, tantôt à « Isaac d'Antioche ». Le noyau du corpus traditionnel (60 homélies) a été constitué au XIe siècle par Jean bar Shushan, patriarche d'Antioche de l'Église jacobite de 1063 à 1072.
Joseph-Simonius Assemani a effectué le premier recensement des informations souvent contradictoires transmises par les auteurs anciens. Les trois auteurs cités par Jacques d'Édesse sont les suivants : un « Isaac d'Amida » qui fut élève d'Éphrem de Nisibe (mort en 373), séjourna à Rome sous le règne d'Arcadius (395-408), fut incarcéré un temps à son retour à Constantinople, puis devint prêtre dans sa ville natale d'Amida ; un prêtre d'Édesse qui vivait sous le règne de Zénon (474-491) et qui défendit le monophysisme à Antioche auprès de Pierre le Foulon (auteur notamment de l'homélie en 2 136 vers Sur le perroquet, parlant d'un oiseau qui récitait le Trisagion dans les rues d'Antioche) ; un autre poète religieux d'Édesse, encore plus tardif, monophysite sous l'épiscopat de Paul d'Édesse (511-518, puis 526), rallié à l'Église byzantine sous son successeur Asclépios (519-525).
Le Pseudo-Zacharie le Rhéteur (écrivain d'Amida, de langue syriaque) évoque brièvement « Isaac le professeur (malfono), natif de Syrie [...], qui alla à Rome et séjourna dans d'autres cités, et dont les livres sont pleins d'un enseignement profitable, contenant toutes sortes de commentaires sur les Saintes Écritures, suivant l'école d'Éphrem », ce qui semble correspondre à l'« Isaac d'Amida » de Jacques d'Édesse. La Chronique du Pseudo-Denys de Tell-Mahré précise que cet Isaac composa un poème sur les Jeux séculaires célébrés à Rome en l'an 404 et qu'il écrivit aussi sur le pillage de Rome par les Wisigoths en 410 (textes non conservés). La Vie anonyme d'Éphrem de Nisibe mentionne un de ses disciples nommé Isaac, mais le patriarche Jean bar Shushan précise que son auteur n'eut pas comme maître Éphrem lui-même, mais son disciple nommé Zénobios. Quoi qu'il en soit, cet Isaac ayant vécu à la fin du IVe siècle et au début du Ve siècle ne peut être la même personne que le monophysite contemporain de Zénon, l'auteur de l'homélie Sur le perroquet, qui paraît bien être celui d'une grande partie du corpus, l'« Isaac d'Antioche » d'origine.
On peut ajouter que la Chronique d'Édesse mentionne pour l'année 451-52 (année 763 de l'ère des Séleucides) un « Mar Isaac » abbé de monastère (ou archimandrite) et poète renommé, et que la Chronique de Michel le Syrien fait d'Isaac un contemporain de l'évêque monophysite d'Édesse Nonnos (449-451 et 457-471).

## Éditions
- Paul Bedjan (éd.), Homiliæ S. Isaaci Syri Antiocheni I, Paris, 1903 (67 memré).
- Gustav Bickell (éd.), Sancti Isaaci Antiochi Doctoris Syrorum opera omnia syriace arabiceque edidit, latine vertit, 2 vol. parus[4], Giessen, 1873 et 1877 (21 memré et 16 madrashé).
- Thomas-Joseph Lamy (éd.), Sancti Ephræm Syri Hymni et Sermones, 4 vol., Louvain, 1882-1902, réimpr. Gorgias Press, 2011 (contient plusieurs memré attribués également à Isaac d'Antioche).
- Cyril Moss (éd.), « Isaac of Antioch, Homily on the Royal City », Zeitschrift für Semitistik, 1929, p. 295-306.
- Stanley Kazan (éd.), « Isaac of Antioch's Homily against the Jews », Oriens Christianus 45, 1961, p. 30-53.

## Traductions françaises
- Paul Féghali (trad.), « Isaac d'Antioche, poème sur l'Incarnation du Verbe », Parole de l'Orient 10, 1981-82, p. 79-102.
- Paul Féghali (trad.), « Isaac d'Antioche, une hymne sur l'Incarnation », Parole de l'Orient 11, 1983, p. 201-222.